# Tulipa cinnabarina
Tulipa cinnabarina là một loài thực vật có hoa trong họ Liliaceae. Loài này được K.Perss. mô tả khoa học đầu tiên năm 2000.